# Shinsuke Ogawa
Shinsuke Ogawa (japanisch 小川 紳介, Ogawa Shinsuke; geboren 25. Juni 1935 in Tokio; gestorben 7. Februar 1992) war ein japanischer Dokumentarfilmer.

## Leben und Wirken
Shinsuke Ogawa brach 1957 das Studium an der Fakultät für Literatur der Kokugakuin-Universität ab. Ab 1960 arbeitete er als Regieassistent bei „Iwanami Movieproductions“ (岩波映画製作所), wo Hani Susumu (geb. 1928), Tsuchimoto Noriaki (1928–2008) und andere seine Lehrer waren. Im Jahr 1964 wurde er freiberuflich tätig und drehte den Dokumentarfilm „Seinen no umi – Shinnin  no tsūshin kyōikusei-tachi“ (青年の海 四人の通信教育生たち) – „Das Meer der Jugend – vier Schüler des Fernstudiums“ (1966).
1968 gründete Ogawa „Ogawa Productions“ und stellte in sieben, über einen längeren Zeitraum entstandenen Geschichten den Widerstand der Bauern gegen den Bau des Flughafens Tokio-Narita in ihrer Gegend dar. Dazu gehören die Arbeiten „Nihon kaihō sensen –  Sanrizuka no natsu“ (日本解放戦線 三里塚の夏) – „Japanische Befreiungsfront – Sanrizuka im Sommer“ 1968 bis „Sanrizuka gogatsu no sora – sato no kayoi-ji“ (三里塚　五月の空・里のかよい路) –„Der Himmel im Mai über Sanrizuka – der tägliche Weg“ (1977).
Danach lebte Ogawa im Dorf Makino (牧野村) in der Nähe von Kaminoyama (Präfektur Yamagata), wo er „Nippon-kuni Furuyashiki mura“ (ニッポン国 古屋敷村) – etwa „Japan wie früher – eine alte Dorfanlage“ 1982 und „1000年刻みの日時計 牧野村物語“ (1000-nen kizami no hidokei – Makino-mura monogatari) – etwa „Herausgeschnitzt in 1000 Jahren – die Geschichte des Dorfes Makino“ 1987 schuf. 
Ogawa gründete 1989 das „Internationales Dokumentarfilmfestival von Yamagata“. Er erkrankte kurz danach an Krebs und starb 1992. In seinem Werk kam es ihm darauf an zu zeigen, was es bedeutet, Bauer zu sein und was es bedeutet, mit den Dorfbewohnern in einem Dorf zusammen zu leben. Er gilt international als einer der wichtigsten Dokumentarfilmer, der insbesondere asiatische Filmregisseure beeinflusst hat.